# 拉福勒蒂耶尔
拉福勒蒂耶尔（法語：La Folletière，法語發音：[la fɔltjɛʁ]）是法国滨海塞纳省的一个旧市镇，属于鲁昂区。2016年，拉福勒蒂耶尔与邻近的3个市镇合并为新市镇圣马丹德利夫。

## 地理
拉福勒蒂耶尔（49°34'26"N, 0°48'5"E）面积5.05 平方千米，位于法国诺曼底大区滨海塞纳省，该省份为法国北部沿海省份，其西部及北部濒大西洋英吉利海峡，东起顺时针与索姆省、瓦兹省、厄尔省和卡爾瓦多斯省接壤。
与拉福勒蒂耶尔接壤的市镇（或旧市镇、城区）包括：贝特维尔、蒙德利夫、圣旺德里耶-朗松、图夫勒维尔-拉科尔伯利讷、里沃昂塞纳。

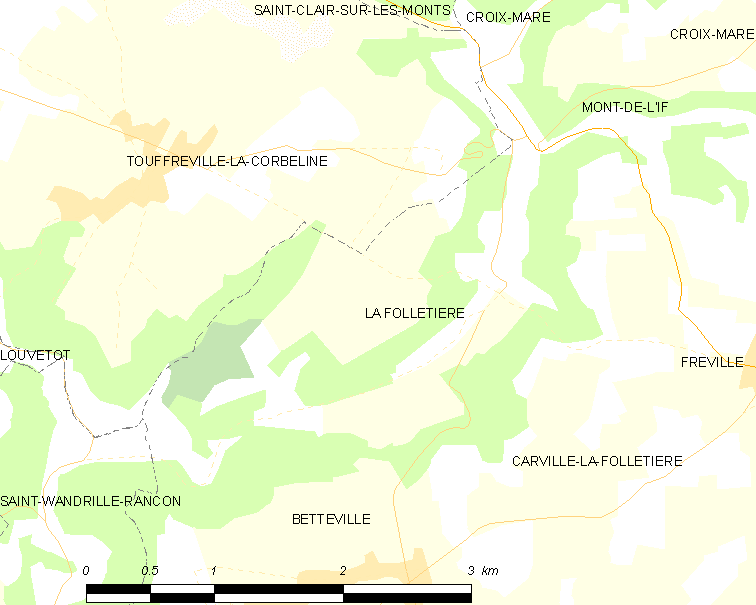
拉福勒蒂耶尔的OSM定位图

拉福勒蒂耶尔的时区为UTC+01:00、UTC+02:00（夏令时）。

## 行政
拉福勒蒂耶尔的邮政编码为76190，INSEE市镇编码为76267。

## 政治
拉福勒蒂耶尔所属的省级选区为邦德维尔圣母镇县。

## 人口

1962-2008年间拉福勒蒂耶尔人口变化图示

拉福勒蒂耶尔于2018年1月1日时的人口数量为85人。